# Credit Fund
Credit Fund (deutsch Kreditfonds) ist ein Investmentfonds, dessen Sondervermögen sich hauptsächlich aus Krediten (etwa Agrarkrediten, Hypothekendarlehen, Schiffs- oder Unternehmensfinanzierungen), Mikrofinanzfonds oder Verbriefungen (wie Collateralized Debt Obligations) zusammensetzt.

## Allgemeines
Wie bei jedem Investmentfonds spielt auch bei Credit Funds die Risikodiversifizierung eine große Rolle, so dass Finanzrisiken wie allgemeines Kreditrisiko, Klumpenrisiko und Granularität von erheblicher Bedeutung für die Zusammensetzung des Fonds sind. So geriet im Juli 2007 der Hedgefonds „Bear Stearns High-Grade Structured Credit Fund“  mit einem Leverage von 10:1 in Schwierigkeiten, weil sein Portfolio wesentlich aus Hypothekendarlehen des Subprime-Markts bestand, der in eine Subprime-Krise geriet. Im Oktober 2008 kam der „Millennium Global Emerging Credit Fund“ in Bedrängnis, der Kreditrisiken in Schwellenländern besaß. Problem war bei ihm nicht die hohe Fremdfinanzierung, sondern, dass der Broker die Sicherheitshinterlegungsanforderungen (englisch margins) auf das Fremdkapital drastisch erhöhte und auch die Positionen des Fonds nicht mehr als Sicherheit (englisch collateral) akzeptierte.

## Eigenschaften
Credit Funds müssen wie alle Fonds eine Asset Allocation zwecks Optimierung der risikoadjustierten Rendite verfolgen. Credit Funds haben als thesaurierende Fonds meist keine Ausschüttungen, die Renditerealisierung erfolgt vielmehr über periodische Cashflows oder Verkauf von Vermögen, es bestehen Ausfallrisiken vor allem bei Kreditportfolien, die Korrelation mit Aktien- oder Rentenmärkten ist gering. Der Investmenthorizont ist mittel- bis langfristig, die Liquidität hat den UCITS-3-Regeln zu folgen. Kreditfonds können ihre Finanzrisiken durch Sicherungsgeschäfte absichern.

## Rechtsfragen

### Keine Anwendung des Kreditwesengesetzes
Nach § 2 Abs. 1 Nr. 3b KWG gelten Kapitalverwaltungsgesellschaften und extern verwaltete Investmentgesellschaften, sofern sie als Bankgeschäfte nur die kollektive Vermögensverwaltung, gegebenenfalls einschließlich der Gewährung von Gelddarlehen betreiben, nicht als Kreditinstitute.

### Regulierung nach dem Kapitalanlagerecht

#### Grundlegendes
Credit Funds unterliegen als alternative Investmentfonds (AIF) daher den Bestimmungen das Kapitalanlagegesetzbuchs (KAGB). Einem Rundschreiben der BaFin zufolge dürfen Kapitalverwaltungsgesellschaften auch Gelddarlehen gewähren, soweit dies im Rahmen eines Portfoliomanagements geschieht. AIF-Kapitalverwaltungsgesellschaften dürfen innerhalb der kollektiven Vermögensverwaltung ein Gelddarlehen nur gewähren, wenn dies auf Grund der Verordnung (EU) Nr. 345/2013, der Verordnung (EU) Nr. 346/2013, der Verordnung (EU) 2015/760 des Europäischen Parlaments und des Rates vom 29. April 2015 über europäische langfristige Investmentfonds, § 3 Abs. 2 in Verbindung mit § 4 Abs. 7 Gesetz über Unternehmensbeteiligungsgesellschaften (UBGG), §§ 240 KAGB, § 261 Abs. 1 Nr. 8 KAGB, § 282 Abs. 2 Satz 3 KAGB, § 284 Abs. 5 KAGB oder § 285 Abs. 2 oder Abs. 3 KAGB erlaubt ist (§ 20 Abs. 9 KAGB). 

#### Zulässige Tätigkeiten
Der Erwerb von unverbrieften Darlehensforderungen ist für das sonstige Investmentvermögen gemäß § 221 Abs. 5 KAGB bis zu 30 % des Investmentvermögens zulässig. Abweichend hiervon darf die AIF-Kapitalverwaltungsgesellschaft unter bestimmten Voraussetzungen bis zu 95 % des sonstigen Investmentvermögens in unverbrieten Darlehensforderungen von regulierten Mikrofinanzinstituten anlegen (§ 222 Abs. 1 KAGB). Kapitalverwaltungsgesellschaften alternativer Investmentfonds (AIF), die für Rechnung des AIF Gelddarlehen gewähren oder in unverbriefte Darlehensforderungen investieren, müssen gemäß § 29 Abs. 5a KAGB über eine diesen Geschäften und deren Umfang angemessene Aufbau- und Ablauforganisation verfügen, die insbesondere Prozesse für die Kreditbearbeitung, die Kreditbearbeitungskontrolle und die Behandlung von Problemkrediten sowie Verfahren zur Früherkennung von Risiken vorsieht. Die AIF-Kapitalverwaltungsgesellschaft darf nach § 285 Abs. 2 KAGB für Rechnung eines geschlossenen Spezial-AIF Gelddarlehen nur unter den folgenden Bedingungen gewähren: 
1. Für den geschlossenen Spezial-AIF werden Kredite nur bis zur Höhe von 30 Prozent des aggregierten eingebrachten Kapitals und noch nicht eingeforderten zugesagten Kapitals aufgenommen, berechnet auf der Grundlage der Beträge, die nach Abzug sämtlicher direkt oder indirekt von den Anlegern getragener Gebühren, Kosten und Aufwendungen für Anlagen zur Verfügung stehen.
2. Das Gelddarlehen wird nicht an Verbraucher im Sinne des § 13 BGB vergeben.
3. An einen Kreditnehmer werden Gelddarlehen nur bis zur Höhe von insgesamt 20 Prozent des aggregierten eingebrachten Kapitals und noch nicht eingeforderten zugesagten Kapitals des geschlossenen Spezial-AIF vergeben, berechnet auf der Grundlage der Beträge, die nach Abzug sämtlicher direkt oder indirekt von den Anlegern getragener Gebühren, Kosten und Aufwendungen für Anlagen zur Verfügung stehen.

Aus Gründen der Risikodiversifikation dürfen Kredite pro Kreditnehmer maximal 20 % des Kapitals erreichen. Das KAGB sieht vor, dass Gelddarlehen grundsätzlich nur für Rechnung von geschlossenen Spezial-AIF vergeben werden dürfen, also von geschlossenen AIF, deren Anteile nur von professionellen und semiprofessionellen Anlegern – und nicht von Privatanlegern – erworben werden dürfen. Es gilt die Richtlinie 2011/61/EU über die Verwalter alternativer Investmentfonds.

## Anlage- und Risikoklasse
Credit Funds gehören als alternative Investments in die schlechteste Anlageklasse, weil sie hohes Finanzrisiko, hohe Volatilität und geringe Liquidierbarkeit aufweisen. Das gilt auch für die Risikoklasse, denn nur risikofreudige Anleger sollten dieses Finanzprodukt wählen. Dabei ist Privatanlegern die Kapitalanlage in geschlossenen AIF verwehrt, sie dürfen aus Gründen des Anlegerschutzes nur Einzelrisiken erwerben. 

## Sonstiges
Es gibt einen Bundesverband Alternative Investments e. V., der 150 Mitglieder der Alternative Investments-Branche in Deutschland vertritt (2019).